# 兵左衛門
株式会社兵左衛門（ひょうざえもん、英: Hyozaemon Co.,Ltd. ）は、福井県小浜市に本社がある箸および漆工芸品の製造販売会社。
東京支店は東京都台東区浅草橋5-1-28　SEC浅草橋ビル4Fにある。

## 概要
主に若狭塗箸をはじめとして工芸品、キッチン用雑貨品、文房具の製造・販売を手がける。若狭塗箸は、新聞・テレビ・雑誌で紹介されることも多い。
同社製の箸は直営店「兵左衛門」をはじめ、全国有名百貨店、オンラインショップ等で購入することができる。

## 歴史
- 1921年（大正10年） - 浦谷岩蔵、若狭塗箸製造に従事。
- 1960年（昭和35年） - 浦谷兵左衛門と改め、若狭塗箸の製造販売業開始。
- 1970年（昭和45年） - 会社設立。

## 備考

### オバマ大統領に箸を贈呈
また、2009年1月には麻生太郎内閣総理大臣（当時）を通じて、アメリカのバラク・オバマ大統領にプレゼントする箸を製造し、松崎晃治小浜市長が麻生首相を通じて吊り額とともに箸を渡して話題となった。後日松崎市長宛てに直筆のお礼状が届いた。

## 直営店（兵左衛門、にほんぼう）
- 広尾店 - 東京都渋谷区広尾5-3-9
- 渋谷スクランブルスクエア店-東京都渋谷区渋谷2丁目24-12 渋谷スクランブルスクエア東棟14F
- 浅草店-東京都台東区浅草1-36-7
- 東京駅グランスタ店-東京都千代田区丸の内1丁目9-1 JR東日本東京駅  グランスタ丸の内B1改札内
- 東急吉祥寺店-東京都武蔵野市吉祥寺本町2-3-1  東急吉祥寺店 6F
- 高槻阪急スクエア店-大阪府高槻市白梅町4-1高槻阪急スクエア B1F
- イオンモール岡山店-岡山市北区下石井1丁目2-1-4044  イオンモール岡山4F